# Billete de veinte mil pesos colombianos
Los billetes de 20 000 pesos colombianos ($ 20,000) son una de las denominaciones del papel moneda que circulan actualmente en Colombia. Las diferentes ediciones emitidas rindieron homenaje a Julio Garavito y a Alfonso López Michelsen, siendo esta última la que se encuentra actualmente en circulación.

## Ediciones

### Primera edición
El billete de 20 000 pesos salió al mercado nacional por primera vez en el año de 1997, fue emitido y fabricado por el Banco de la República, y se le conoció por ser una de las obras de artes del diseñador y pintor Juan Cárdenas, quien fue puesto a cargo del diseño en general del billete. 
Como personaje principal se tiene un retrato del profesor Julio Garavito Armero que se encuentra al lado derecho del billete, en el medio del billete se encuentra una imagen de la luna y en la cual están reflejados los accidentes selenitas, los cuales la Unión Astronómica Internacional bautizó en honor del científico colombiano. Así mismo se podía ver la frase «BANCO DE LA REPÚBLICA» en la parte superior, y debajo de esta se encontraba la frase «VEINTE MIL PESOS», en el costado inferior y centrado se veía la denominación en números «20.000». En el anverso del billete predominaba el color azul en varias tonalidades.
En el reverso se encontraba una imagen de la tierra vista desde la luna, la cual fue una de las primeras tomas de los finales de la década de 1960. En el fondo se podía ver varias figuras geométricas euclidianas usadas por el científico Garavito para sus cálculos matemáticos, así como también se observaba una imagen del Observatorio Astronómico de Bogotá, del cual fue director. En la parte superior centrada se encontraba impresa la denominación en letras «VEINTE MIL PESOS» y en números «20 000».
| Emisión                | Dimensiones | Color | Color  | Descripción    | Descripción                                         |
| Emisión                | Dimensiones | Color | Color  | Anverso        | Reverso                                             |
| ---------------------- | ----------- | ----- | ------ | -------------- | --------------------------------------------------- |
| 2 de diciembre de 1996 | 140 × 70 mm |       | Zafiro | Julio Garavito | La tierra vista desde el cráter Garavito en la luna |

Al igual que todos los billetes fabricados por el Banco de la República, esta edición de 20 000 pesos contaba con varios elementos de seguridad, los cuales determinaban la legitimidad de los mismos. Estos elementos estaban dispersos en el billete, algunos eran visibles fácilmente y otros para poderlos percibir era necesario utilizar una lupa o luz ultravioleta.

### Segunda edición
Trae en el anverso la imagen del rostro del presidente de Colombia Alfonso López Michelsen entre 1974 y 1978, y otra de cuerpo entero en la que sostiene un sombrero vueltiao, en cumplimiento de la Ley 1599 de 2012. En el reverso se plasma la imagen de los canales de La Mojana, espacio en el cual se asentó en tiempos precolombinos el pueblo Zenú, un campesino cargando caña flecha y el sombrero vueltiao tejido con ese material y símbolo cultural de Colombia, este último dando cumplimiento a la Ley 908 de 2004.
En el anverso también se muestra el poema de Benjamín Puche Villadiego, alusivo al sombrero vueltiao.
| Emisión             | Dimensiones | Color | Color   | Descripción             | Descripción                              |
| Emisión             | Dimensiones | Color | Color   | Anverso                 | Reverso                                  |
| ------------------- | ----------- | ----- | ------- | ----------------------- | ---------------------------------------- |
| 30 de junio de 2016 | 143 × 66 mm |       | Naranja | Alfonso López Michelsen | Canales de La Mojana y Sombrero vueltiao |

Los billetes de 20 000 pesos colombianos tienen las siguientes medidas de seguridad:
- En el anverso, el fruto del anón cambia de color verde a azul y el círculo de color verde intenso presenta movimiento.
- A la luz ultravioleta, el billete muestra trazos fluorescentes en todo el billete.
- Las imágenes coincidentes del texto «BRC» y de una orejera zenú, impresos parcialmente en cada costado del billete.
- Al lado izquierdo del anverso se descubre al trasluz el rostro del presidente Alfonso López Michelsen, con efecto tridimensional, y el número «20».
- Zonas en alto relieve ubicadas en el rostro del presidente López, los textos de «Banco de la República», las firmas de los gerentes y la denominación del billete en braille.
- En la franja de tonalidades café y naranja, al observar el billete en posición casi horizontal desde la esquina inferior derecha a la altura de los ojos, se descubre el texto «BRC»
- Al girar el billete, la parte central de la cinta de seguridad cambia de color verde a violeta.

## Emisión y circulación
El Banco de la República informó que a finales de 2022, 369,5 millones de billetes de 20 000 pesos colombianos estaban en circulación en Colombia, que representan 7 807 422 millones de pesos colombianos.
| 2005 | 2006      | 2007      | 2008      | 2009      | 2010      | 2011      | 2012      |
| ---- | --------- | --------- | --------- | --------- | --------- | --------- | --------- |
| -    | 9 294 064 | 8 924 615 | 8 405 106 | 7 634 937 | 7 796 313 | 8 065 461 | 7 653 794 |

| 2013      | 2014      | 2015      | 2016      | 2017      | 2018      | 2019      | 2020      |
| --------- | --------- | --------- | --------- | --------- | --------- | --------- | --------- |
| 7 518 489 | 7 764 146 | 8 462 003 | 8 553 183 | 8 386 475 | 7 932 923 | 7 789 790 | 8 066 250 |

| 2021      | 2022      |  |  |  |  |  |  |
| --------- | --------- |  |  |  |  |  |  |
| 8 043 037 | 7 807 422 |  |  |  |  |  |  |

| 2005 | 2006  | 2007  | 2008  | 2009  | 2010  | 2011  | 2012  |
| ---- | ----- | ----- | ----- | ----- | ----- | ----- | ----- |
| -    | 464,7 | 446,2 | 420,3 | 381,7 | 389,8 | 403,3 | 382,7 |

| 2013  | 2014  | 2015  | 2016  | 2017  | 2018  | 2019  | 2020  |
| ----- | ----- | ----- | ----- | ----- | ----- | ----- | ----- |
| 375,9 | 388,2 | 423,1 | 427,7 | 419,3 | 396,6 | 389,5 | 403,3 |

| 2021  | 2022  |  |  |  |  |  |  |
| ----- | ----- |  |  |  |  |  |  |
| 402,3 | 369,5 |  |  |  |  |  |  |

## Medidas contra la falsificación
El director del Banco de la República de Colombia, José Darío Uribe, lanzó la campaña Billetes y monedas: valor y arte en 2010 para que los ciudadanos puedan detectar falsificaciones. A través de una serie de talleres, cajeros, comerciantes, conductores de servicios públicos, y en general, todos aquellos que pueden estar expuestos a recibir dinero falsificado fueron capacitados para reconocer el dinero falsificado. Al final de esta capacitación, recibieron como certificado una calcomanía para exhibir en su tienda y en sus cajas registradoras a fin de ahuyentar a los posibles traficantes de dinero falsificados. Según José Darío Uribe, «Las diversas campañas educativas que ha llevado a cabo el Banco de la República han reducido la cantidad de billetes falsos en Colombia». El Banco de la República recomienda reconocer los billetes falsos por el simple método de «Tocar, mirar y girar».

## En otros formatos
Versión en moneda
| Moneda colombiana de 20 000 pesos |                 |                 |                 |                                    |                                                                                               | |
| Valor                             | Características | Características | Características | Características                    | Descripción                                                                                   | Descripción |
| Valor                             | Diámetro        | Espesor         | Peso            | Composición                        | Anverso                                                                                       | Reverso |
| Conmemorativa                     |                 |                 |                 |                                    |                                                                                               | |
| $20 000                           | 35 mm           | 5 mm            | 21.75 g         | 65 % cobre, 20 % zinc, 15 % níquel | Figura de la casa de aduana en Santa Marta de 1730.                                           | Dibujo representativo del pectoral de la sierra nevada de Santa Marta, Valor y año de acuñación; Además incluye una cenafa con patrón geométrico con su respectivo sistema de seguridad.              |
| $20 000                           | 32 mm           | 3 mm            | 18.34 g         | 75 % cobre, 20 % zinc, 5 % níquel  | Figura de una mujer que representa a la República originalmente adoptada por Francia en 1792. | Leyenda de la conmemoración del aniversario de la fundación del Banco de la República, Valor y año de acuñación; Además incluye el mapa de Colombia con su respectivo sistema de seguridad.           |
| $20 000                           | 35 mm           | 3 mm            | 21.75 g         | 65 % cobre, 20 % zinc, 15 % níquel | Figura de un carriel que normalmente son hechos de cuero y la frase "Carriel antioqueño".     | Imagen de un campesino de espaldas con un sombrero y al fondo las montañas de Jericó, Valor y año de acuñación; Además incluye una cenafa de líneas paralelas con su respectivo sistema de seguridad. |